# Элиан (комит)
Элиан (лат. Aelianus) — римский военный деятель середины IV века.
В 348 году Элиан был протектором Сингары. Должность комита по военным делам востока он получил незадолго до осады Амиды. Командовал XIV легионом (Legio XIV Gemina), X легионом (Legio X Fretensis) и Супервенторами и Превенторами, которые уже совершали вылазки в стан персов, по инициативе Элиана, при осаде Сингары.
После того как персы стали подходить к Амиде, Элиан перебросил свои легионы на помощь гарнизону. По свидетельству Аммиана Марцеллина, комит вместе с трибунами активно руководил обороной. После взятия персами города Элиан и выжившие трибуны были распяты на крестах.